# Виходи
Виходи (пол. Wychody) — село в Польщі, у гміні Замостя Замойського повіту Люблінського воєводства.
Населення — 242 особи (2011).
У 1975-1998 роках село належало до Замойського воєводства.

## Демографія
Демографічна структура станом на 31 березня 2011 року:
|          | Загалом | Допрацездатний вік | Працездатний вік | Постпрацездатний вік |
| -------- | ------- | ------------------ | ---------------- | -------------------- |
| Чоловіки | 123     | 25                 | 87               | 11                   |
| Жінки    | 119     | 22                 | 61               | 36                   |
| Разом    | 242     | 47                 | 148              | 47                   |